# Pongal
Le Pongal — பொங்கல் (poṅkal) littéralement bouilli par-dessus en tamoul — ou Sankranti (சங்கராந்தி (caṅkarānti)), est une fête des moissons et du solstice du sud du sous-continent indien, observée par les populations tamoulophones, les tamouls. Il s'inscrit dans la célébration plus large du Makar Sankranti, qui est une fête des moissons et d'actions de grâce, mais aussi propitiatoire de l'Inde, rencontrée dans la plupart des régions du pays.
Le Pongal est historiquement une fête séculière, c'est-à-dire célébrée par une grande partie de la société, par-delà les distinctions religieuses. Bien que Pongal soit lié à l'hindouisme par la symbolique, les rituels, les pratiques et les croyances qui s'y manifestent. Son observation peut être ainsi remarquée parmi les chrétiens et plus rarement les musulmans, surtout ceux influencés par le monde rural ou agricole, avec toutefois des variations. Depuis la seconde moitié du XXe siècle, s'ajoute aussi une dimension exclusivement ethnique, forgée par des mouvements identitaires et politiques qui ont récupéré et réorienté cette fête selon leur imaginaire, un aspect qui s'est en partie répandu dans les milieux diasporiques.
Principalement célébré en Inde méridionale, surtout au Tamil Nadu et dans le Territoire de Pondichéry, il l'est aussi à Singapour, en Malaisie et au Sri Lanka, où il existe des communautés tamoules. Par ses rites et croyances, le Pongal est à rapprocher des autres festivités du Makar Sankranti en Inde, particulièrement ceux de l'Andhra Pradesh (సంక్రాంతి (saṅkrānti) ou మకర సంక్రాంతి (makara saṅkrānti) en télougou) qui lui sont très similaire. Au Karnataka et au Maharashtra, la fête de Sankranti (ಸಂಕ್ರಾಂತಿ (saṅkrānti) en canarais ; संक्रांत (saṅkrānti) en marathe) célèbre la culture du sésame. Au Gujarat, appelée Uttarayan, elle prend la forme d'un concours de cerf-volant. Au Pendjab et en Haryana elle est célébrée sous le nom de Lohri, avec un feu de joie.
Le Pongal est parfois surnommé de Tamizhar Thirunal, c'est-à-dire la « Fête » ou le « Grand Jour » des tamouls. La fête a lieu généralement le 14 ou le 15 janvier qui est le premier jour du mois de Thai du calendrier tamoul. Un proverbe tamoul dit : Thai Pirandhal Vazhi Pirakkum (தை பிறந்தால் வழி பிறக்கும்), soit La naissance du mois de Thai pave la route à de nouvelles opportunités.

## Célébration

### En Inde méridionale

#### Au Tamil Nadu
Au Tamil Nadu, la fête dure traditionnellement quatre jours. Au cours du premier, Bhogi, les vieux tissus et vêtements sont jetés et brûlés, marquant le début d'une nouvelle vie. Le deuxième jour, le jour du Pongal proprement dit, ou Thai Pongal, chaque foyer prépare un plat de riz au lait. Tôt le matin, on met à bouillir du riz avec du lait frais et du pain de vesou (sucre de canne dit jaggery), en laissant le mélange déborder, ce qui explique le nom de la fête. Les gens préparent des en-cas et des desserts, se rendent visite et échangent des vœux. Le troisième jour, Mattu Pongal, est destiné à rendre grâce aux vaches et aux buffles, car la légende dit que le bétail accepta d'aider l'homme à labourer les champs, à seule la condition d'être fêté et honoré une fois par an. Dans les régions méridionales de l'État, sont organisés à cette occasion des tournois de Jallikattu, une pratique tauromachique sociale et sportive, où des compétiteurs se mesurent pour contrôler des taureaux d'élevage appelés parfois les kōyil kāḷai (கோயில் காளை) ou « taureaux de temple ». Le dernier jour, Kanum Pongal — « kanum » signifiant à voir — est l'occasion de visites ou de sorties de loisirs entre proches ou connaissances, constituant depuis une date majeure dans les secteurs du divertissement (notamment le cinéma) et du tourisme,. Durant cette période les gens consomment de la canne à sucre et décorent leur maison avec des kolam.

##### Controverses autour de Pongal et du «Nouvel an tamoul»

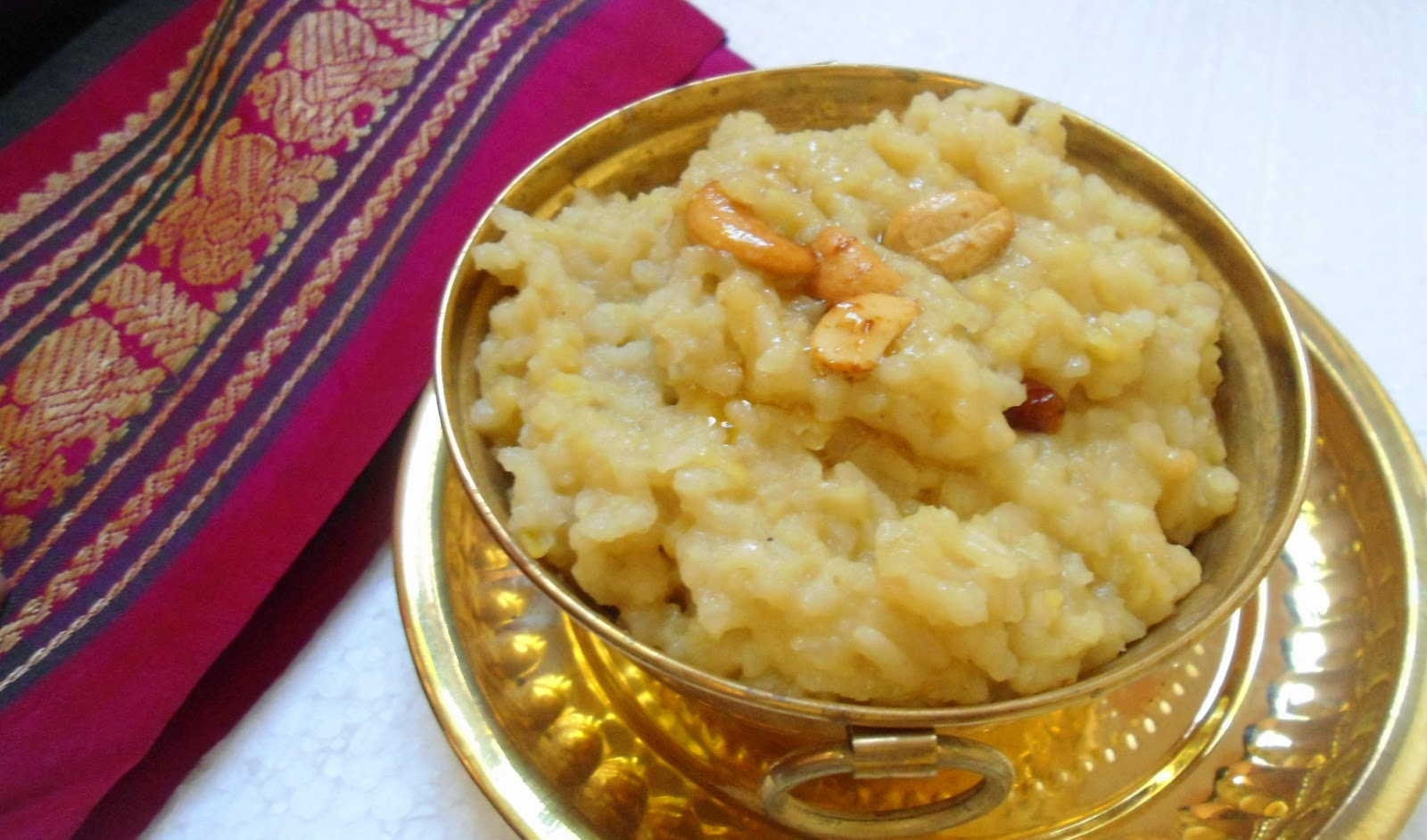
Une coupelle de cakkarai poṅkal ou sakkarai pongal, un riz au lait préparé le second jour.

Sous l'influence d'idéologies politiques et culturelles telles que le Dravidianisme ou le Nationalisme tamoul, le Pongal a connu depuis le début du XXe siècle une récupération politique encourageant sa célébration en tant que Nouvel an « ethnique ». Une pratique nouvelle qui entre en conflit avec la fête de Puthandu, le nouvel an du calendrier tamoul, influencé par le calendrier hindou et observé au printemps. 
Bien que le Puthandu soit à la fois le nouvel an historiquement et coutumièrement suivi par les populations tamoulophones, ses racines védiques et sanskritisantes ont été une source de mécontentement ancien parmi les cercles intellectuels et politiques dravidiens ou tamoulistes,. Ces derniers considèrent que le « nouvel an des tamouls » serait à l'origine celui d'un calendrier décorrélé au calendrier hindou, prenant départ au mois de tai (janvier-février) et non au mois de cittirai (avril-mai). Le parti politique régional du DMK (Dravida Munnetra Kazhagam) et son chef M. Karunanidhi, qui adhèrent ouvertement à cette théorie, officialisent Pongal en tant que Nouvel an tamoul durant leur mandat dans la gouvernance du Tamil Nadu en 2008. Ce changement ne sera pas adopté par la large majorité de la population du Tamil Nadu, hors des milieux sympathisants au DMK et aux idéologies dravidiennes et tamoulistes. En 2011, Jayalalithaa Jayaram, cheffe du parti d'opposition AIADMK (All India Anna Dravida Munnetra Kazhagam), réaccède au poste de ministre en chef de l'État du Tamil Nadu et fait annuler cette résolution impopulaire prise par son prédécesseur,.
La nouvelle accession au pouvoir du DMK en 2022 (gouvernement en exercice actuellement) a relancé cette controverse.

#### Au Karnataka
Au Karnataka, la fête est l'occasion de visiter ses voisins, ses amis et ses parents pour échanger des vœux. On prépare alors un plat appelé Ellu fait de graines de sésame, de noix de coco, de sucre, etc.

### Au Sri Lanka
Pongal est une célébration aussi connue sur l'île de Ceylan, fêtée parmi les tamoulophones sri lankais. La fête y dure traditionnellement deux jours, avec une focalisation sur le Thai Pongal, qui constitue le premier jour de célébration. Un plat similaire au sakkarai pongal indien, le chakkarai pukkai, est coutumièrement cuisiné avec du riz rouge, du lait (du lait de coco, de bufflonne ou de vache) et du sucre de palme (jaggery de Palmier de Palmyre),,.

## Histoire et significations

### Significations

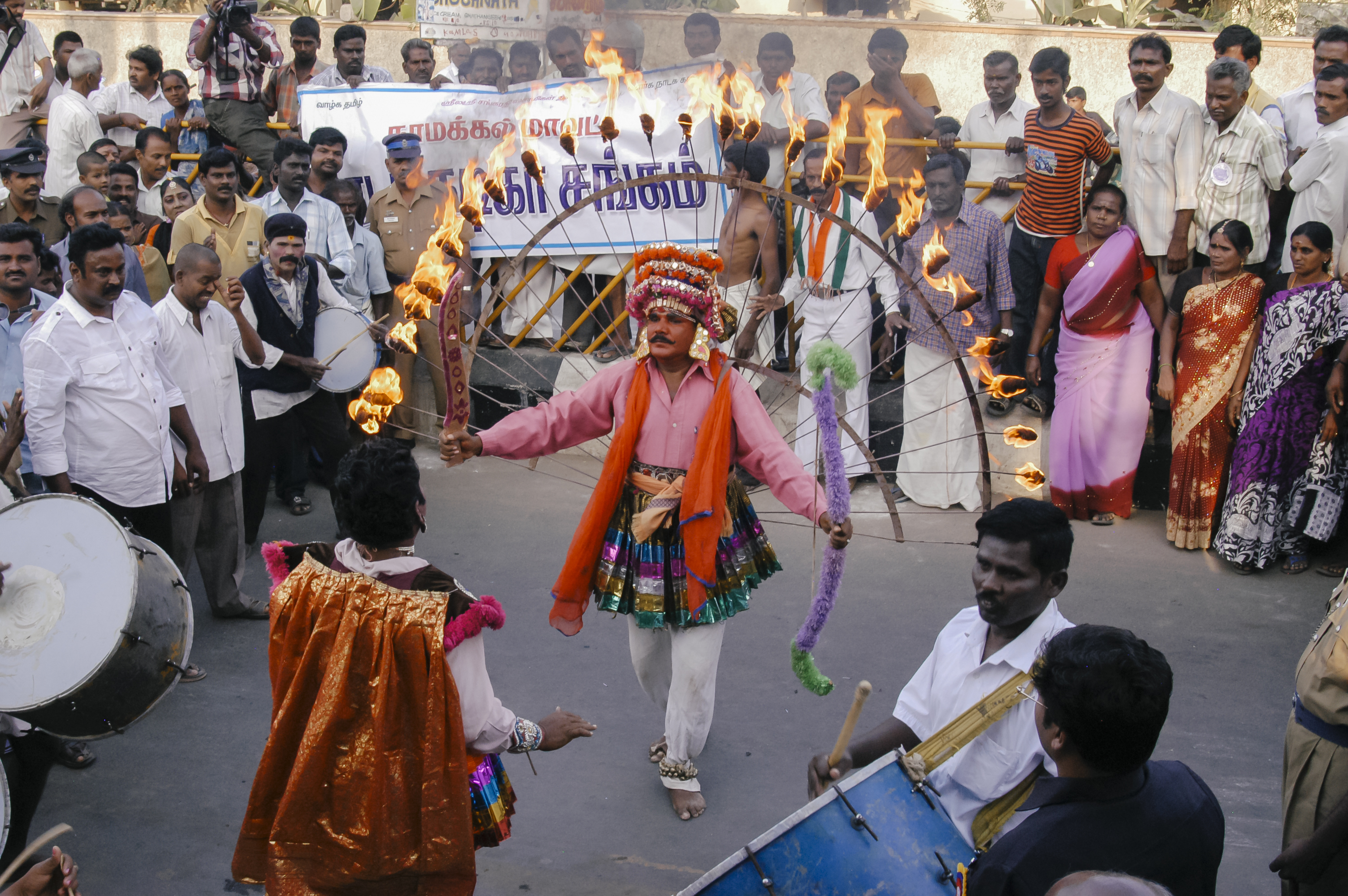
Un acteur avec un arceau de feu durant une représentation de théâtre populaire ou terukkūttu, dans le cadre des animations du Pongal à Namakkal (Tamil Nadu, Inde).

La fête a une signification astronomique et astrologique, elle marque le début de la période de l'Uttarayana, celle où le soleil parcourt dans le ciel ses six mois de course les plus septentrionales. Dans l'hindouisme, Uttarayana est considéré comme auspicieux, opposé à Dakshinaayana, le mouvement méridional du soleil. C'est dans cette période que l'on planifie les évènements importants. Makara Sankranthi fait référence à l'entrée du soleil dans le signe zodiacal du Makara, c'est-à-dire du Capricorne. Pongal est ainsi aussi une fête du solstice d'hiver. 
En Inde, le riz employé pour la confection du plat de fête était traditionnellement du « riz nouveau », c'est-à-dire celui obtenu lors de la dernière récolte, liée à la saison agricole dite Samba (de août à janvier). Cette saison constitue la période de culture la plus importante dans le calendrier agricole du Sud-Est de l'Inde. Le pongal (« bouillie ») préparé à la moisson de Thai étant une offrande (प्रसाद (prasāda) ou படையல் (paḍaiyal)) faite aux divinités, en particulier à la déité solaire, Sûrya. Sur l'île de Ceylan, on parle plutôt de la saison dite Maha (de octobre à mars), qui est également la principale période de culture céréalière au Sri Lanka. Dans la partie cingalophone du pays, l'Alut Sahal Mangalle ou Aluth Sahal Mangalya est une célébration semblable qui a lieu en janvier, après l'achèvement de la moisson de Maha. Une quantité dédiée des récoles est amenée dans les temples bouddhistes (notamment au Dalada Maligawa de Candy,) et les devale (pagodes païennes, d'influence hindoue), offerte au Bouddha et aux divinités. 